# (9361) 1992 EM18
A (9361) 1992 EM18 a Naprendszer kisbolygóövében található aszteroida. Az UESAC program keretében fedezték fel 1992. március 3-án.